# Wickliffe, Ohio
Wickliffe là một thành phố thuộc quận Lake, tiểu bang Ohio, Hoa Kỳ. Năm 2010, dân số của thành phố này là 12750 người.

## Dân số
- Dân số năm 2000: 13484 người.
- Dân số năm 2010: 12750 người.